# Acanthiza robustirostris
Az Acanthiza robustirostris a madarak osztályának verébalakúak (Passeriformes) rendjébe, az ausztrálposzáta-félék (Acanthizidae) családjába tartozó  faj.

## Rendszerezése
A fajt Alexander William Milligan ausztráliai ornitológus írta le 1903-ban.

## Előfordulása
Ausztrália nyugati és középső részén honos. Természetes élőhelyei a forró sivatagok, száraz szavannák és sziklás környezet.

## Megjelenése
Átlagos testhossza 12 centiméter.

## Életmódja
Rovarokkal táplálkozik.

## Természetvédelmi helyzete
Az elterjedési területe rendkívül nagy, egyedszáma pedig stabil. A Természetvédelmi Világszövetség Vörös listáján nem fenyegetett fajként szerepel.